# Forces armées espagnoles
Pour les articles homonymes, voir FFAA.
Les Forces armées espagnoles (Fuerzas armadas españolas, FF. AA.), sont chargées de la défense nationale de l'Espagne. Elles sont divisées en trois branches :
- L'Armée de terre (Ejército de Tierra)
- La Marine (Armada)
- L'Armée de l'air et de l'espace (Ejército de Aire y del Espacio)

Des personnels des trois armes sont intégrés à la Garde royale (Guardia Real), chargée de la protection du roi et de sa famille ; d'après la Constitution de 1978, le roi d'Espagne est le commandant suprême des Forces armées.

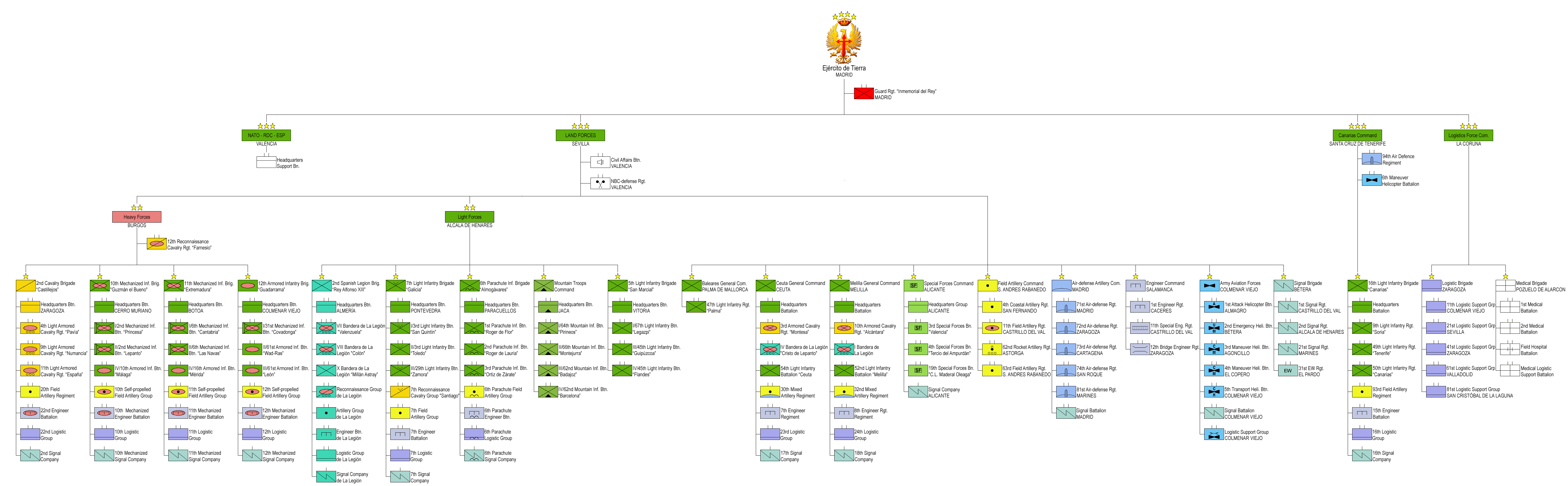
Organigramme de l'Armée de terre espagnole.

## Effectifs
Depuis 2002, date à laquelle le service militaire obligatoire a été suspendu, tous les hommes et femmes des forces armées sont des professionnels. Les effectifs sont en baisse depuis les années 1990. 

### 2016
Au 1er novembre 2016, on compte 119 756 militaires d'active :
- Armée de terre : 75 822
- Marine : 20 608
- Armée de l'air : 20 370
- 2 956 aux corps communs des forces armées.

Ils sont renforcés par 4 185 réservistes volontaires, des personnes qui offrent leurs services pendant certaines périodes de l'année, ainsi que 399 réservistes de disponibilité spéciale,
À ce chiffre, il faut ajouter 19 409 personnels civils : 
- 4 508 fonctionnaires,
- 13 245 travailleurs
- 1 656 personnels statutaires

### 2022
Au 1er janvier 2022 on compte 122 850 militaires d'active :
- Armée de terre : 71 300
- Marine : 20 350
- Armée de l'air : 11 450
- 11 450 aux corps communs des forces armées.

Ils sont renforcés par 14 900 réservistes volontaires, des personnes qui offrent leurs services pendant certaines périodes de l'année, ainsi que 600 réservistes de disponibilité spéciale.

## Équipements

### Armée de terre[6]
En 2022 on compte en service actif :
- 108 Leopard 2A4
- 219 Leopard 2E
- 95 M109A5
- 18 M901 Patriot PAC-2
- 38 Mim-23B Hawk Phase III
- 8 NASAMS
- 13 Skyguard/Aspide
- 6 IAI Searcher
- 6 Tigre HAP-E
- 18 Tigre HAD-E

### Armée de l'air[6]
En 2022 on compte en service actif :
- 69 Eurofighter Typhoon
- 19 F-5B Freedom Fighter
- 20 F/A-18A Hornet
- 52 EF-18A MLU
- 10 A400M
- 3 P-3M Orion - Retirés du service le 16 décembre 2022[7] -
- 8 CN235 VIGMA

### Marine[6]
En 2022 on compte en service actif :
- 13 AV-8B Harrier II Plus
- 20 SH-3 Sea King
- 1 Porte hélicoptère Juan Carlos I
- 2 transport de chalands de débarquement Classe Galicia
- 2 Sous-marin d'attaque conventionnel classe Galerna
- 5 Destroyer Classe Álvaro de Bazán
- 6 Frégates Classe Santa María

## Budget
L'évolution du budget de la défense de l'Espagne en milliards de dollars selon les données de la Banque mondiale est la suivante,,:
| Année | Budget de la défense | % du PNB | % dépenses publiques |
| ----- | -------------------- | -------- | -------------------- |
| 1989  | $ 9 302 930 296      | 2,36     | 5,62                 |
| 1990  | $ 11 695 038 645     | 2,29     | 5,33                 |
| 1991  | $ 11 680 263 754     | 2,13     | 4,77                 |
| 1992  | $ 12 250 195 430     | 2,04     | 4,44                 |
| 1993  | $ 10 041 511 353     | 2,01     | 4,12                 |
| 1994  | $ 10 092 671 257     | 2,00     | 4,24                 |
| 1995  | $ 11 439 906 271     | 1,92     | 4,22                 |
| 1996  | $ 11 294 316 855     | 1,81     | 4,10                 |
| 1997  | $ 9 865 892 241      | 1,72     | 4,03                 |
| 1998  | $ 10 333 417 234     | 1,76     | 4,08                 |
| 1999  | $ 11 113 722 490     | 1,76     | 4,39                 |
| 2000  | $ 10 273 779 252     | 1,73     | 4,40                 |
| 2001  | $ 10 222 074 075     | 1,63     | 4,24                 |
| 2002  | $ 10 270 839 019     | 1,46     | 3,77                 |
| 2003  | $ 12 880 532 801     | 1,42     | 3,71                 |
| 2004  | $ 15 262 458 637     | 1,43     | 3,68                 |
| 2005  | $ 15 997 724 220     | 1,39     | 3,60                 |
| 2006  | $ 17 252 217 613     | 1,37     | 3,56                 |
| 2007  | $ 20 065 668 635     | 1,36     | 3,47                 |
| 2008  | $ 22 227 721 830     | 1,37     | 3,30                 |
| 2009  | $ 20 178 274 985     | 1,36     | 2,94                 |
| 2010  | $ 19 710 785 450     | 1,39     | 3,01                 |
| 2011  | $ 19 695 435 494     | 1,33     | 2,89                 |
| 2012  | $ 18 860 623 363     | 1,42     | 2,93                 |
| 2013  | $ 17 242 959 322     | 1,27     | 2,78                 |
| 2014  | $ 17 178 549 315     | 1,25     | 2,78                 |
| 2015  | $ 15 187 168 681     | 1,27     | 2,90                 |
| 2016  | $ 14 014 439 635     | 1,14     | 2,68                 |
| 2017  | $ 16 043 533 257     | 1,23     | 2,99                 |
| 2018  | $ 17 823 271 131     | 1,25     | 3,01                 |
| 2019  | $ 17 189 319 301     | 1,23     | 2,93                 |
| 2020  | $ 17 431 779 323     | 1,36     | 2,61                 |
| 2021  | $ 19 544 465 468     | 1,37     | 2,70                 |

## Engagements internationaux
Du fait de son appartenance à l'Union européenne, à l'OTAN et à l'ONU, l'Espagne a été partie prenante à de nombreuses opérations de maintien de la paix. Elle est à la date du 21 octobre 2011 impliquée dans les pays suivants :
- Afghanistan : 1 523 militaires au sein de la FIAS ;
- Liban : 1 069 militaires au sein de la FINUL ;
- Somalie : 38 militaires au sein de l'EUTM-Somalie ;
- République démocratique du Congo : 1 militaire au sein de l'EUSEC RD-Congo et 2 observateurs militaires au sein de la MONUSCO ;
- Géorgie : 11 militaires au sein de la mission européenne en Géorgie ;
- Kosovo : 1 observateur militaire au sein de la MINUK.